# Puzur-Sin de Kish
Puzur-Sin va ser rei de Kish, considerat generalment el fundador de la quarta dinastia de Kish. Era fill de Kug-Bau, la reina de Kish després divinitzada, que va formar tota sola la tercera dinastia de Kish.
La llista de reis sumeris li assigna un regnat de 25 anys que serien durant el segle xxiv aC. No ha de ser confós amb el rei Puzur-Sin d'Assíria. El va succeir el seu fill Ur-Zababa.